# 魯斯卡庫恰瓦
48°33′5″N 22°34′42″E / 48.55139°N 22.57833°E
魯西卡庫恰瓦（烏克蘭語：Руська Кучава），是烏克蘭的村落，位於該國西部外喀爾巴阡州，由穆卡切沃區負責管轄，面積0.37平方公里，海拔高度183米，2001年人口89，人口密度每平方公里241.85人。